# Rue du Mûrier
La rue du Mûrier, ou rue du Murier, et encore du Franc-Mûrier, est une ancienne rue de Paris, aujourd'hui disparue, qui était située dans l'ancien 12e arrondissement de Paris.

## Situation
Au XIXe siècle, cette rue qui commençait rue Saint-Victor et finissait rue Traversine était située dans l'ancien 12e arrondissement de Paris.
Les numéros de la rue étaient noirs. Le dernier numéro impair était le no 13 et le dernier numéro pair était le no 8.

## Origine du nom
L'origine du nom « Mûrier » n'est pas connue.
Dans l'ouvrage Supplément du théâtre italien, Arlequin donne ainsi au vieillard l'étymologie de la rue des Andouilles, « C'est où furent achetées les andouilles pour donner à la Princesse le jour de la Fête, par Jean Pain-mollet. »

## Historique
En 1243 et 1249, on la nommait « rue Pavée » et vers 1300, elle est citée dans Le Dit des rues de Paris de Guillot de Paris sous la forme « rue Pavée-Goire ». Edgar Mareuse, estime que « Guillot de Paris a sans doute ajouté le mot goire pour la rime, à moins que ce mot ne fût un synonyme d'andouille, car la rue s'est quelquefois appelée rue Pavée-d'Andouilles » selon l'abbé Lebeuf. En 1314, Henri Sauval (1623-1676) dit qu'elle avait nom : rue des Meuriers et du Franc-Mûrier, puis rue Pavée et  rue Pavée d'Andouilles, rue du Meurdrier. Mais son premier nom fut bien  rue Pavée (vicus pavatus) que l'on trouve dans le cartulaire de Sainte-Geneviève de 1243 à 1249. Ce nom de rue Pavée, se retrouve se retrouve également dans tous les terriers jusqu'au XVIe siècle.
Au milieu du XVIe siècle, elle prend le nom de « rue du Mûrier ».
Elle est citée sous le nom de « rue du Meurier » dans un manuscrit de 1636.
En 1866, elle disparait sous la pioche des démolisseurs lors de l'ouverture de la rue des Écoles. Elle serait située à peu près à l'emplacement du square de la Mutualité.

## Bâtiments remarquables et lieux de mémoire
- Le collège des Allemands, un collège de l'ancienne université de Paris, fut fondé dans cette rue au milieu du XVIe siècle pour y accueillir des étudiants de la nation allemande (la nation universitaire allemande comprend les étudiants anglo-saxons et saxons, venus des îles Britanniques mais aussi du nord de l'Allemagne actuelle). Les historiens de la ville de Paris selon Jaillot placent la fondation de ce collège en 1353. Il s'étendait apparemment jusqu'à la rue Traversine, puisque: « du Boulai, du Breul et Crevier, etc. avancent qu'il y était situé. » Le terrier  de l'abbaye Sainte-Geneviève l'énonce dans l'article de la rue Pavée, et le censier de 1540 fait mention de cet établissement, ainsi que celui de 1603 au sujet d'une maison rue du  Mûrier tenant à ce collège[réf. nécessaire].